# Forces armées rhodésiennes
 (mai 2017).
Si vous disposez d'ouvrages ou d'articles de référence ou si vous connaissez des sites web de qualité traitant du thème abordé ici, merci de compléter l'article en donnant les références utiles à sa vérifiabilité et en les liant à la section « Notes et références ».
Les forces armées rhodésiennes (en anglais : Rhodesian Army) sont les armées de la Rhodésie. Elles sont principalement engagées dans la guerre du Bush de Rhodésie du Sud entre 1965 et 1980. À partir de 1981, l'amalgame des soldats rhodésiens avec les guérilléros des ZANLA et ZIPRA donne naissance aux Forces armées zimbabwéennes (en).

## Organisation
Voici quelques-unes des unités d'infanterie de l'armée de terre :
- Rhodesian African Rifles
- Rhodesian Light Infantry
- Selous Scouts (unite d'élite multi-raciale)
- Grey's Scouts (fantassins montées sur chevaux)
- 7e Compagnie indépendante
- The Crippled Eagles
- Fire Force

## Effectifs et recrutement
Ainsi étaient mobilisés en 1979 : 10 800 soldats d'active et 15 000 réservistes.